# Agim Cana
Agim Cana (Gjakova, 29 ottobre 1956) è un ex calciatore albanese, di ruolo difensore.

## Biografia
Suo figlio Lorik e suo nipote Granit sono stati anch'essi calciatori.